# Denis Arthur Hepworth Wright
Sir Denis Arthur Hepworth Wright (* 23. März 1911 in Kingston upon Thames, Surrey; † 18. Mai 2005 in Haddenham, Buckinghamshire) war ein britischer Diplomat.

## Leben
Er besuchte die Brentwood School in Essex und studierte in St Edmund Hall in  Oxford, Geschichte.
Von 1935 bis 1939 machte er Werbung für Gallaghers Tobacco.
1939 heiratete er lona Carmen Craig.
Am 21. März 1940 wurde er zum Vizekonsul in Constanța, Rumänien ernannt.
Vom 5. März 1941 bis 5. Mai 1943 war er Vizekonsul in Trabzon.
Am 5. Mai 1943 wurde er zum Vizekonsul in Mersin ernannt wo er von 13. Mai 1943 bis Januar 1945 Konsul war.
Vom 29. April 1945 bis 15. August 1945 wurde er im Foreign Office beschäftigt.
Von 1951 bis 1953 leitete er im FCO die Abteilung Außenwirtschaft.
1953 war er Geschäftsträger, und von 1954 bis 1955 Botschaftsrat in Teheran.
Von 1955 bis 1959 wurde er im FCO beschäftigt.
Von 1959 bis 1962 war er Botschafter in Addis Abeba, Äthiopien.
1962 war er Privatsekretär des Außenministers.
Von 1963 bis 1971 war er Botschafter in Teheran.
1974 wurde er in den Ruhestand versetzt.
Nach seiner Pensionierung wurde Geschäftsführer von Shell und der Chartered Bank, der Direktor der Mitchell Coutts.
Von 1978 bis 1987 war er im Vorstand des British Institute of Persian Studies.
In 1976–1979 Jahren die Vorsitzende der iranischen Gesellschaft und von 1989 bis 1995 ihr Präsidenten.

## Orden und Ehrenzeichen
1954 wurde er als Companion (CMG) in den Order of St Michael and St George aufgenommen, 1961 wurde er als Knight Commander dieses Ordens geadelt und 1971 zum Knight Grand Cross dieses Ordens erhoben.